# Karpyliwka (rejon zwiahelski)
Karpyliwka (ukr. Карпилівка) – wieś na Ukrainie, w obwodzie żytomierskim, w rejonie zwiahelskim, w hromadzie Czyżiwka. W 2001 liczyła 79 mieszkańców, spośród których 78 wskazało jako ojczysty język ukraiński, a 1 rosyjski.